# Анални канал
Анални канал јесте део који повезује ректум са анусом (отвором на терминалном делу аналног канала) који се налази испод нивоа карличне дијафрагме. Налази се унутар аналног троугла перинеума, између десне и леве исхиоаналне јаме. Као завршни функционални сегмент дебелог црева, функционише тако да регулише ослобађање измета помоћу два мишићна комплекса (сфинктера).

## Анатомија
Код људи, анални канал је дугачак отприлике 2,5 до 4 сантиметра, од аноректалног споја до ануса.. Усмерен је надоле и пут уназад. Окружен је унутрашњим невољним и спољашњим вољним сфинктерима који држе лумен анусног канала затвореним у облику антеропостериорног прореза.
Анални канал се разликује од ректума по томе што је на прелазу дуж унутрашње површине од ендодермалног до ектодермалног ткива сличном кожи.
Анални канал је анатомски подељен на два сегмента, горњи и доњи, који су одвојени пектинатном линијом (такође познатом као назубљена линија):
Горња зона (зона цолумнарис) - је слузокожа обложена једноставним стубастим епителом, која се карактерише уздужне наборима или узвишењем тунике слузокоже који су спојени са доње стране наборима слузокоже познатим као анални залисци. Ову зону крвљу снабдева горња ректална артерија (грана доње мезентеричне артерије)
Доња зона - подељен на две мање зоне, одвојена је белом линијом познатом као Хилтонова линија: зона хеморагица - обложена слојевитим сквамозним некератинизованим епителом, кођном зоном - обложен слојевит сквамозни кератинизовани епител, који се стапа са околном перианалном кожом. Крвлју је снабдева доња ректална артерија (грана унутрашње пудендалне артерије)
Анална ивица се односи на дистални крај аналног канала, и она је у прелазној зони између епитела аналног канала и перианалне коже. Не треба је мешати са линијом пектинатном  која је између горње и доње зоне унутар аналног канала.
Анална жлезда луче лимфни исцедак из слузнице дебелог црева и облажу нагомилане фекалне материје. 
Исхиоанална јама се налази са сваке стране аналног канала. Перианални простор окружује анални канал испод беле линије. 
Субмукозни простор канала лежи изнад беле линије између слузокоже и унутрашњег мишића аналног сфинктера.

## Функција
Спољни мишић аналног сфинктера је вољни мишић који окружује и пријања за анус на доњој ивици аналног канала. Иако је 0вај мишић је у стању да тоничним контракцијама покреће фекалије, он се током дефекације опушта да би омогућио ослобађање фецеса у спољашњу средину.
Кретање фецеса такође контролише нехотично контролисан унутрашњи анални сфинктер, који је продужетак кружног мишића који окружује анални канал. Он опушта мишиће како би се избаци фецес из ректума и аналног канала.
- Анатомија ануса и ректума
- Левi леватор анusa, изнутра
- Унутрашњост аналног канала и доњег дела ректума
- Средњи сагитални пресек мушке карлице
- Средњи сагитални пресек женске карлице

## Болести анлног канала

### Хемороиди
Хемороиди су  васкуларне структуре у аналном каналу које потпомажу контролу столице. Они постају патолошки и манифестују се у облику шуљева које прети оток или упала. У свом физиолошком стању они се понашају као јастуче састављено од артерио-венског канала и везивног ткива.

### Анална фисура
Анална фисура је овална или уздужна раница у пределу аналног канала, коју карактеришу ј бедемасте ивице седефасто ружичасте боје. Пружа се непосредно испод  назубљене линије све до аналне ивице. Може бити акутна (локализована површински) или хронична. Фисуре су најчешћи узрок болног крварења из аналног канала, који је је веома интензиван, иако је лезија углавном мала. У основи овог стања лежи абнормалност унутрашњег сфинктера (мишића који затвара чмар).

### Пилонидални синус
Пилонидални синус , пилонидална циста или сакрококцигеална фистула јесте цистична творевина или ограничено гнојно запаљење (апсцес) локализовано у глутеалној бразди. Како ова творевина у себи може садржати длаку, или мртве ћелије коже, сам назив пилонидални — клупко од длака, најбоље описује сам узрок настанка ове цисте.

### Рак аналног канала
Рак аналног канала један је од злочудних тумора од кога умире све више људи на глобалном нивоу. Анални карцином је неуобичајен тип рака који се јавља у аналном каналу - краткој цеви на крају ректума кроз коју се столица избацује из тела. Рак ануса може изазвати симптоме као што су ректално крварење и анални бол. Већина људи са аналним раком се лечи комбинацијом хемотерапије и зрачења. Иако комбиновање третмана аналног карцинома повећава шансе за излечење, комбиновани третмани такође повећавају ризик од нежељених ефеката. Ризик од аналног карцинома је већи код жена него код мушкараца, а укупан ризик од добијања аналног карцинома је око 1 на 500-600 људи.
- Хемороиди
- Анална фисура
- Пилонидални синус